# 30720 Fernándezlajús
30720 Fernándezlajús è un asteroide della fascia principale. Scoperto nel 1969, presenta un'orbita caratterizzata da un semiasse maggiore pari a 3,188100 UA e da un'eccentricità di 0,090747, inclinata di 10,296166° rispetto all'eclittica. Ha un periodo di rotazione di 12,0638 ore.